# Бутоешь

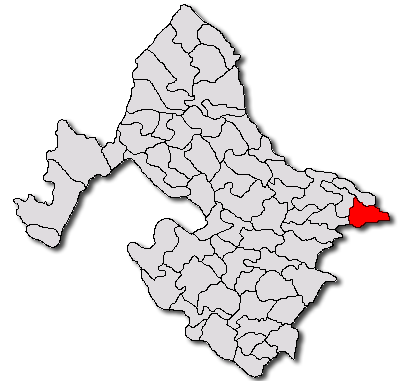

Бутоешь или Бутоешти (рум. Butoiești ) — коммуна в жудеце Мехединци в Румынии. В состав коммуны входят следующие села (данные за 2002 год):
- Арджинешть
- Буйчешть
- Бутоешь — административный центр коммуны
- Гура-Мотрулуй
- Жугастру
- Плута
- Редуцешть
- Цинцару

Коммуна расположена в регионе Валахия в юго-западной части страны на расстоянии около 216 км к западу от Бухареста , 56 км к востоку от административного центра жудеца Дробета-Турну-Северин, и 45 км к северо-западу от Крайовы.
Высота — 135 м н.р.м.

## Население
| Год  | Численность | Численность |
| ---- | ----------- | ----------- |
| 2011 | 3344        | [ 3 ]       |
| 2021 | 3263        | [ 2 ]       |

Население в 2021 году составляло 3263 жителя. Большинство жителей составляют румыны (92,91 %). Большинство жителей исповедуют православие (92,85 %).

## Известные уроженцы
- Константин Рэдулеску-Мотру (1868—1957) — румынский философ, психолог, педагог, академик и президент Румынской академии с 1938 по 1940 год.